# Посёлок совхоза «Подъём», 1-е отделение
Совхо́за «Подъём», 1-е отделе́ние — населённый пункт в Пичаевском районе Тамбовской области России. 
Входит в состав Подъёмского сельсовета. До 2019 года был его административным центром.

## География
Расположен на западной границе посёлка Вернадовка, на реке Красивка, в 14 км к северо-востоку от райцентра, села Пичаево, и в 90 км к северо-востоку от Тамбова.

## Население
| 2002 | 2010 |
| ---- | ---- |
| 630  | ↘459 |

Согласно результатам переписи 2002 года, в национальной структуре населения русские составляли 98 % от жителей.

## Достопримечательности
В посёлке находится музей-усадьба В. И. Вернадского на месте бывшей усадьбы Вернадского.